# Menabe

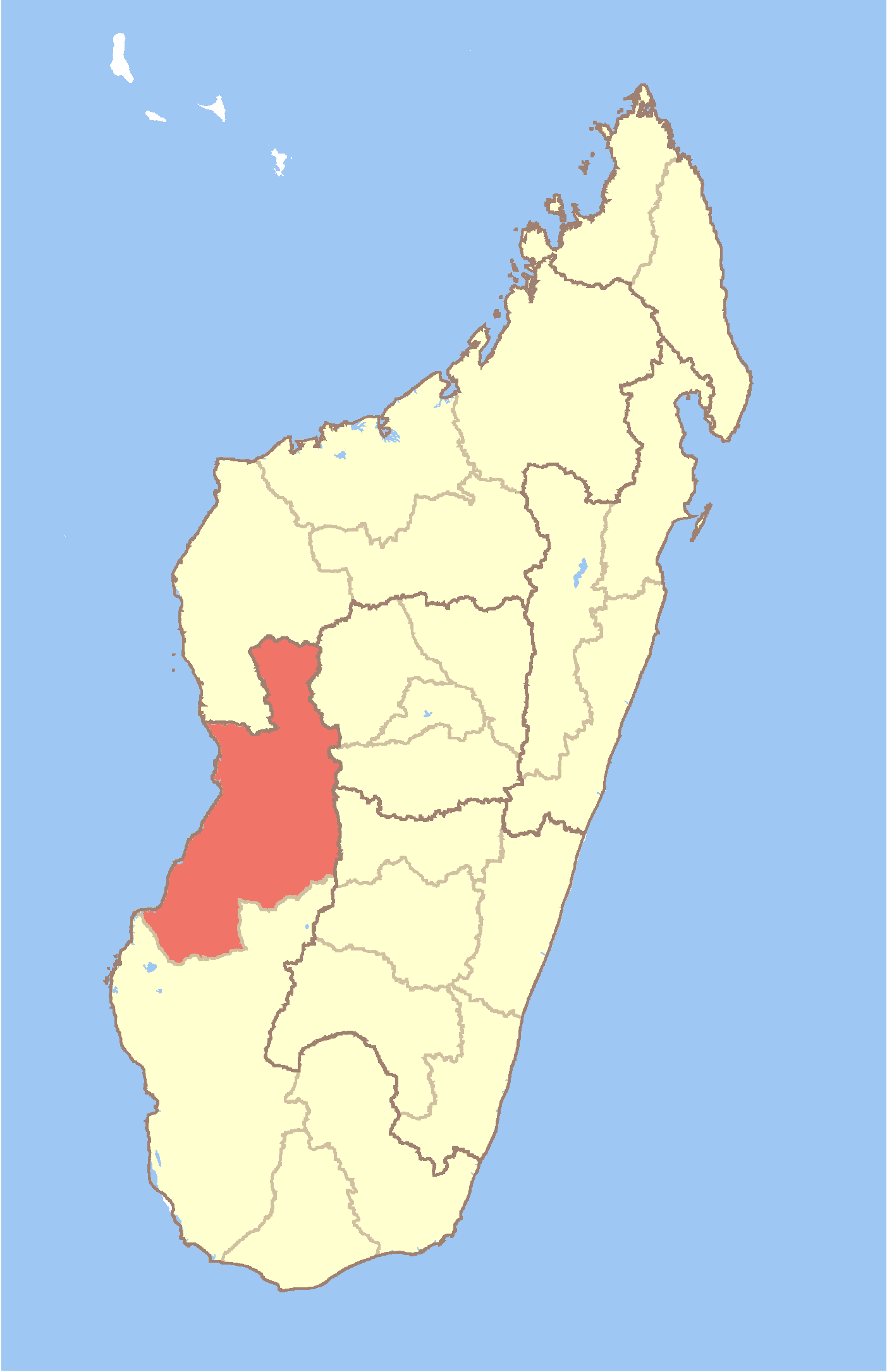
Menabe

Menabe är en av Madagaskars 22 regioner, samt en av provinsen Toliaras fyra regioiner som ligger i västra Madagaskar. Regionen har 390 800 invånare (2004), jämfört med 358 622 invånare 2001. Regionens huvudstad är staden Morondava med 33 000 invånare.

## Historia
Regionen Menabe är huvudsakligen det som en gång var kungariket Sakalava och är idag den södra delen av det område folkgruppen Sakalava bebor. Kungariket lär ha grundats under 1500-talet av Adriamandazoala (styrande omkring 1540 - 1560) för att sedan ha utökats av Andriandahifotsy (1610 - 1685), vartefter det blev det starkaste kungariket i Madagaskar fram till mitten av 1700-talet. 1820, 1821 och 1822 försökte Radama I, som var kung över Merina och sedermera skulle bli Madagaskars första kung, erövra kungariket. Efter det tredje försöket gav Ramitraho, som var Menabes kung, sin dotter som fredsgåva till Radama. Men detta hjälpte inte och strax efter Ramitrahos död 1834 besegrade Merina de södra delarna av Menabe. Efter konstant krig besegrade Merina hela Menabe 1846 och drottning Ranavalona I intog de viktigaste städerna och såg till att bönder koloniserade områdena. Menabes styrande fick behålla delar av sin makt så länge Merinas styrande var överordnade, och norra Menabe fick behålla stor del av sin självständighet och undgick i mångt och mycket Merina.
Menabes kungar förenades under den franska invasionen och mötte med 10 000 soldater beväpnade med gevär de franska trupperna den 14 och 30 augusti 1897 i städerna Anosimena och Ambiky. Först 1900 kunde fred stiftas.

## Geografi

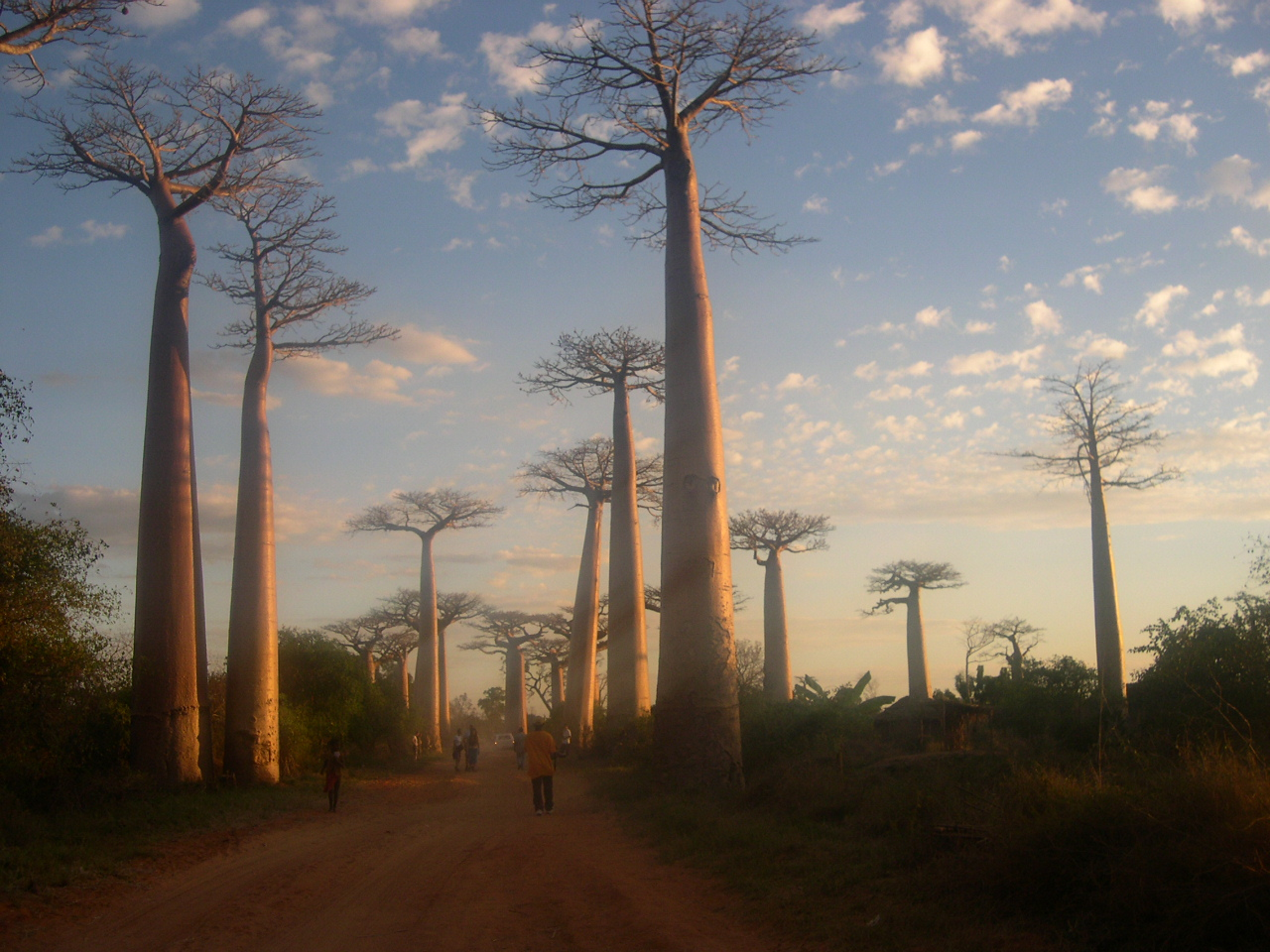
Menabereservatet

Menabe ligger sedan gamla definitioner mellan floderna Manambolo och Mangoky.
I regionen ligger sedan juli 2007 ett reservat med främst lövfällande och fuktig skog. Reservatet utbreder sig över omkring 60 000 hektar. Reservatet innehar flera endemiska arter så som Smalstrimmig mangust, Microcebus (ett släkte inom familjen muslemurer), madagaskarklätterhök (ingår i en underfamilj till Kärrhökarna) och madagaskarduvhök eller Hensts duvhök (en art inom släktet egentliga hökar. Inom reservatet finns flera mindre byar som främst livnär sig på jordbruk.

### Administrativ indelning
Regionen övertar hösten 2009 makten från provinsen Toliara, tillsammans med de övriga regionerna. Regionerna delas upp i distrikt (fivondronana), varav Menabe delas upp i de fem följande:
- Belo sur Tsiribihina
- Mahabo
- Manja
- Miandrizavo
- Morondava